# Xenojulis margaritaceus
Xenojulis margaritaceus là loài cá biển duy nhất thuộc chi Xenojulis trong họ Cá bàng chài. Loài cá này được mô tả lần đầu tiên vào năm 1883.

## Từ nguyên
Từ định danh của chi, xenojulis, tạm dịch là "khác biệt so với chi Stethojulis" (tiền tố xenos trong tiếng Hy Lạp có nghĩa là "khác lạ", còn julis ở đây chỉ đến chi Stethojulis), hàm ý đề cập đến sự khác biệt về bộ răng giữa hai chi này.
Tính từ định danh của loài, margaritaceus, trong tiếng Latinh có nghĩa là "tựa như ngọc trai", hàm ý có lẽ đề cập đến các vảy có màu trắng hồng trên cơ thể của loài này.

## Phạm vi phân bố và môi trường sống
X. margaritaceus có phạm vi phân bố rải rác ở Tây Thái Bình Dương. Loài này được ghi nhận tại quần đảo Ryukyu (Nhật Bản); Philippines; từ vùng biển phía nam đảo New Guinea, phạm vi của X. margaritaceus trải dài về phía tây nam, băng qua biển Arafura và biển Timor đến bờ biển bang Tây Úc (xa nhất là đến bán đảo Tây Bắc).
X. margaritaceus sinh sống gần những rạn san hô trên nền đáy cát, nhiều vụn san hô hoặc trong những thảm cỏ biển ở vùng nước khá nông, độ sâu được ghi nhận đến ít nhất là 10 m.

## Mô tả
Chiều dài cơ thể tối đa được ghi nhận ở X. margaritaceus là 10 cm. Cá đực (giai đoạn cuối) có màu đỏ tía ở thân trên, lốm đốm các chấm màu trắng hồng; nhạt màu hơn ở thân dưới và bụng. Đầu có các vệt sọc màu xanh lục và đỏ tía. Mống mắt màu vàng. Các vây tiệp màu với thân, trừ vây ngực trong suốt. Cá cái (giai đoạn đầu) có các dải sọc đen ở hai bên thân trong các mẫu vật đã ngâm rượu. Vây bụng ở cá cái có thể dài chạm tới hậu môn, và dài vượt qua gốc vây hậu môn đối với cá đực.
Số gai ở vây lưng: 9; Số tia vây ở vây lưng: 11; Số gai ở vây hậu môn: 3; Số vây tia mềm ở vây hậu môn: 11.

## Sinh thái và hành vi
Không có nhiều thông tin về sinh thái của X. margaritaceus. Loài này cũng không được đánh bắt thương mại. Một khảo sát ở Tây Úc cho thấy, X. margaritaceus ăn các loài thủy sinh không xương sống bám trên các loài rong tảo như Sargassum và Lobophora.